# Донє Раштане
Донє Раштане (хорв. Donje Raštane) — населений пункт у Хорватії, у Задарській жупанії у складі громади Светі Филип-і-Яков.

## Населення
Населення за даними перепису 2011 року становило 499 осіб.
Динаміка чисельності населення поселення:

## Клімат
Середня річна температура становить 14,45 °C, середня максимальна – 27,49 °C, а середня мінімальна – 2,07 °C. Середня річна кількість опадів – 841 мм.
| Клімат поселення                              | Клімат поселення | Клімат поселення | Клімат поселення | Клімат поселення | Клімат поселення | Клімат поселення | Клімат поселення | Клімат поселення | Клімат поселення | Клімат поселення | Клімат поселення | Клімат поселення | Клімат поселення |
| Показник                                      | Січ.             | Лют.             | Бер.             | Квіт.            | Трав.            | Черв.            | Лип.             | Серп.            | Вер.             | Жовт.            | Лист.            | Груд.            |                  |
| Середній максимум, °C                         | 10,91            | 11,22            | 13,50            | 16,69            | 21,41            | 25,15            | 27,49            | 27,06            | 22,98            | 19,19            | 14,09            | 11,20            |                  |
| Середня температура, °C                       | 6,49             | 6,80             | 9,09             | 12,28            | 16,99            | 20,75            | 24,00            | 23,56            | 19,48            | 15,70            | 10,59            | 7,71             |                  |
| Середній мінімум, °C                          | 2,07             | 2,38             | 4,68             | 7,88             | 12,56            | 16,32            | 20,52            | 20,06            | 15,99            | 12,20            | 7,10             | 4,23             |                  |
| Норма опадів, мм                              | 72               | 62               | 65               | 70               | 62               | 53               | 30               | 48               | 91               | 99               | 100              | 89               |                  |
| Середньомісячна швидкість вітру, м/с          | 2.86             | 2.99             | 3.15             | 3.01             | 2.61             | 2.41             | 2.42             | 2.31             | 2.53             | 2.67             | 3.23             | 3.14             |                  |
| Середньомісячна сонячна радіація, кДж/м²·день | 5087             | 7828             | 11546            | 16336            | 20604            | 22860            | 24568            | 21353            | 15760            | 10049            | 5527             | 4349             |                  |
| --------------------------------------------- | ---------------- | ---------------- | ---------------- | ---------------- | ---------------- | ---------------- | ---------------- | ---------------- | ---------------- | ---------------- | ---------------- | ---------------- | ---------------- |
| Джерело:                                      |                  |                  |                  |                  |                  |                  |                  |                  |                  |                  |                  |                  |                  |